# Maison de la culture de Firminy-Vert
La maison de la culture et de la jeunesse est un établissement culturel situé à Firminy dans la Loire en France. Le site est inscrit, avec 16 autres œuvres architecturales de Le Corbusier, sur la liste du patrimoine mondial de l'UNESCO en 2016.

## Histoire
Le premier projet présenté par Le Corbusier en 1956 comportait la maison de la culture et des gradins du stade municipal. Mais finalement il fut décidé de dissocier l’équipement sportif du centre culturel afin d'éviter des conflits de financement par l'État, entre les deux ministères.
Finalement la deuxième version du centre culturel sans les gradins fut inaugurée en 1965. C'est le seul édifice conçu par l'architecte à Firminy qui ne soit pas une réalisation posthume.

## Classement
Il est classé monument historique.
La candidature de plusieurs sites construits par Le Corbusier (dont la maison de la culture) au patrimoine mondial de l'UNESCO a déjà été refusée en 2009 puis en 2011 en raison d'une liste trop longue et l’absence du site de Chandigarh en Inde,. Un nouveau dossier de candidature tenant compte des différentes remarques est déposé fin janvier 2015 et proposé lors de la 40e session du Comité du patrimoine mondial qui se tient à Istanbul (Turquie) du 10 au 17 juillet 2016. L'ensemble est finalement classé le 17 juillet 2016.

## Présentation
La maison de la culture fut installée sur une falaise artificielle dans l'ancienne carrière des “Razes”.
Sa façade inclinée domine le complexe sportif et fait face au stade municipal.
Elle mesure 110 mètres de long pour 14 mètres de largeur et s’organise sur 3 niveaux.
Sur le pignon sud, le Corbusier a représenté une fresque des arts effectués dans ce centre.
Le toit imaginé devait être incliné et recouvert par une couche de terre destinée à être ensemencée par le vent et les oiseaux. Cette technique nécessite des fondations très importantes pour soutenir le poids du toit.
Finalement, avec l'entreprise Stribick, Le Corbusier décide de faire un toit suspendu par des paires de câbles reliés aux deux façades et sur lesquels sont posées des plaques de béton. Ce procédé est beaucoup plus léger et donc plus économique.
La maison de la culture composée d’une salle de musique d’un auditorium, d’une salle de spectacle, d’une salle d’arts plastiques, d’un foyer bar pour permettre la rencontre de tous, d’une salle de danse, etc.…
Actuellement la toiture n'est plus étanche et de nombreuses infiltrations sont visibles. Le projet de Saint-Étienne Métropole est de rénover la toiture pour un coût avoisinant les 8 millions d'euros.